# Lammassaari (ö i Kuhmois, Päijänne, Malammainen)
Lammassaari är en ö i Finland. Den ligger i sjön Päijänne och i kommunen Kuhmois i den ekonomiska regionen  Jämsä  och landskapet Mellersta Finland, i den södra delen av landet, 160 km norr om huvudstaden Helsingfors. Öns area är 11,5 hektar och dess största längd är 0,6 kilometer i öst-västlig riktning.